# 卡艾涅
卡艾涅（法語：Cahaignes，法語發音：[ka.ɛɲ]）是法国厄尔省的一个旧市镇，位于该省东部，属于莱桑德利区。2016年1月1日，卡艾涅和相邻的另外13个市镇合并为新市镇埃普特河畔韦克桑（Vexin-sur-Epte）。

## 地理
卡艾涅（49°12'30"N, 1°36'0"E）面积9.54 平方千米，位于法国诺曼底大区厄尔省，该省份为法国北部内陆省份，北起滨海塞纳省，西接奧恩省和卡爾瓦多斯省，南至厄尔-卢瓦省，东临瓦兹省、瓦兹河谷省和伊夫林省。
与卡艾涅接壤的市镇（或旧市镇、城区）包括：欧特韦尔讷、贝特农维尔、康捷、埃普特河畔沙托、锡维耶尔、韦克桑地区丰特奈、韦克桑地区富尔。

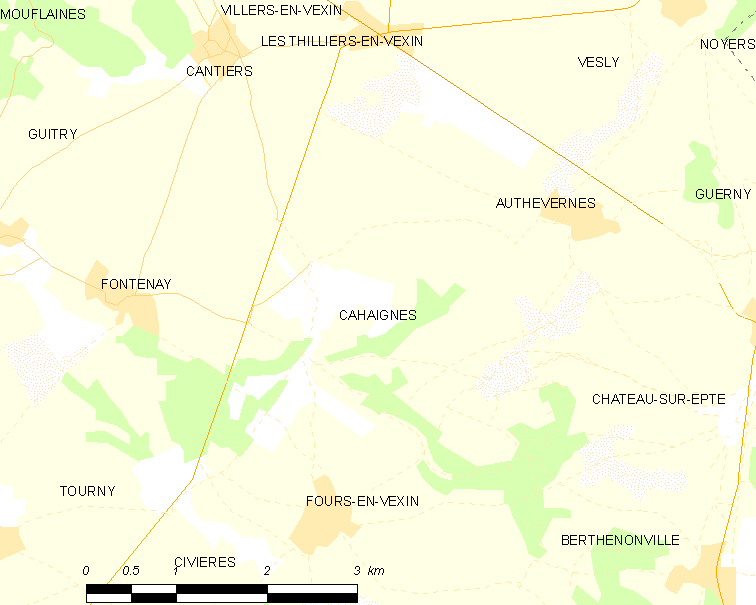
卡艾涅的OSM定位图

卡艾涅的时区为UTC+01:00、UTC+02:00（夏令时）。

## 行政
卡艾涅的邮政编码为27420，INSEE市镇编码为27122。

## 政治
卡艾涅所属的省级选区为莱桑德利县。

## 人口

1962-2008年间卡艾涅人口变化图示

卡艾涅于2018年1月1日时的人口数量为347人。